# Günter Herm
Günter Herm (* 14. Januar 1928 in Brandenburg an der Havel) ist ein ehemaliger deutscher Politiker (SED). Er war Vorsitzender der Bezirksparteikontrollkommission (BPKK) Potsdam.

## Leben
Herm wurde als Sohn des KPD-Politikers und späteren Oberbürgermeisters von Brandenburg (Havel) Max Herm und seiner Frau Minna Herm geboren, die ebenfalls KPD-Mitglied und als Widerstandskämpferin politisch aktiv war. Da seine Eltern während der Zeit des Nationalsozialismus inhaftiert waren, wuchs er bei seiner Tante mütterlicherseits auf. Er besuchte die Volksschule und absolvierte anschließend eine Lehre zum Elektriker. Er wurde 1945 zum Kriegsdienst in die Wehrmacht eingezogen und geriet in Kriegsgefangenschaft.
Eine Woche vor Weihnachten 1945 kam er aus der Gefangenschaft in seine Heimatstadt zurück und sah seine Mutter nach 13 Jahren wieder. Er wurde Mitglied des Antifa-Jugendausschusses und trat 1946 der FDJ sowie der SED bei. Er arbeitete zunächst als Elektriker, besuchte eine Parteischule, an der seine Mutter Dozentin war.
Ein Studium beendete er als Diplom-Gesellschaftswissenschaftler. Ab 1952 war er in verschiedenen Parteifunktionen tätig. Er leitete die SED-Landesparteischule Brandenburg in Ludwigsfelde, später die Bildungsstätte der SED-Bezirksleitung Potsdam. In der Bezirksleitung wirkte er auch als stellvertretender Abteilungsleiter für Agitation und Propaganda. Von 1971 bis 1989 war Herm Mitglied des Sekretariats der SED-Bezirksleitung, ab 1967 Mitglied und schließlich ab Mai 1971 Vorsitzender der Bezirksparteikontrollkommission (BPKK) Potsdam. Er war Nachfolger von Erna Warnke, die von 1952 bis 1971 ununterbrochen den Vorsitz der BPKK Potsdam innegehabt hatte.
Herm war zudem Abgeordneter des Bezirkstages Potsdam.

## Auszeichnungen
- Vaterländischer Verdienstorden in Bronze (1974) und in Silber (1980)